# Calibre (software)
Calibre es un gestor y organizador de libros electrónicos libre, que permite la conversión de numerosos formatos de archivos para libros electrónicos. Su creador, Kovid Goyal, junto con el equipo de desarrolladores de Calibre, promueven la difusión de formatos compatibles junto con numerosos fabricantes de lectores de libros electrónicos. Calibre está programado con los lenguajes Python y C, usa la biblioteca Qt de Nokia, y es multiplataforma, siendo compatible con los tres principales sistemas operativos, GNU/Linux, macOS y Microsoft Windows, además de una versión como aplicación portátil.

## Ciclo de desarrollo
Calibre tiene un ciclo de desarrollo rápido, por lo que aumenta gradualmente el número de funciones disponibles. Dispone de sistemas de comunicación de errores, utilizando tanto Trac como Launchpad para su gestión.

## Características

### Gestión de libros
Calibre es principalmente un programa de catalogación y ordenamiento de libros electrónicos. Está diseñado en torno al concepto de libro lógico, por el que una única entrada de un archivo (en un formato determinado) en la base de datos de calibre se corresponde, o puede corresponder, con el mismo libro en una variedad de formatos distintos.

#### Ordenamiento de libros
Calibre admite el ordenamiento de los libros en su base de datos por los siguientes campos:
- Título
- Autor
- Fecha
- Editor
- Clasificación
- Tamaño (tamaño máximo de todos los formatos)
- Serie

También soporta campos de metadatos adicionales que se pueden buscar en los campos de:
- Comentarios: Un campo de propósito general que puede ser utilizado para describir el libro.
- Etiquetas: Un sistema flexible para la clasificación de los libros.

Calibre también permite la recuperación de metadatos a través de Internet para un libro basado en el número de su ISBN, de su título y de su autor, en lugar de introducir manualmente los metadatos.

### Conversión de formatos
Calibre facilita la conversión de numerosos formatos, tanto de entrada como de salida. Puede convertir todos formatos de entrada que se indican a todos los formatos de salida siguientes:
Formatos de entrada
ePub (o formato de publicación electrónica), HTML, PDF, RTF, txt, cbc, fb2, lit, MOBI, ODT, prc, pdb, PML, RB; formatos de archivo de cómic: cbz y cbr
Formatos de salida
ePub (o formato de publicación electrónica), epub3, fb2, OEB, lit, lrf, pdf, MOBI, pdb, pml, rb.
La conversión de formato incluye la composición avanzada con características como tablas, iniciales, imágenes y fuentes incrustadas.

### Sincronización
Calibre soporta actualmente el lector Sony PRS 300/500/505/600/700, Cybook Gen 3, Amazon Kindle (todos los modelos), Papyre y otros lectores. Además, es compatible con el iPhone y el iPad (gracias al software de Lexycle Stanza), Android y teléfonos con el software lector WordPlayer. Desde la versión 0.6.27 permite la sincronización con el portal Barnes y Noble. Si un libro tiene más de un formato disponible, Calibre elige automáticamente el mejor formato para cargar en el lector de libros.

### Buscador de noticias
Calibre puede ser configurado para que busque, recopile y envíe al lector de libros automáticamente noticias de diversos sitios web y repositorios RSS presentándolas en formato de libro electrónico. Las últimas versiones permite la generación de noticias en formatos LRF y ePub. Estos libros electrónicos de noticias incluyen los artículos completos, no solamente los resúmenes. Algunos medios o sitios que Calibre admite son los siguientes:
- Newsweek
- The New York Times
- BBC
- The Economist
- The Wall Street Journal
- ESPN

### Compatibilidad con lectores de libros electrónicos
Calibre admite, en principio, todos los lectores de libros electrónicos, y puede leer cualquiera de los formatos indicados anteriormente.

### Servidor de contenidos de Calibre
Calibre ofrece un servidor web que permite a los usuarios acceder a su colección de libros usando un navegador web o directamente la conexión a Internet. El servidor web también permite que el usuario reciba libros por correo electrónico y descargue noticias de forma automática.